# Susan Kohner
Susan Kohner (Los Angeles, 11 novembre 1936) è un'attrice statunitense.

## Biografia
Figlia dell'attrice Lupita Tovar e del produttore Paul Kohner, nel 1959 vinse il Golden Globe per la migliore attrice debuttante e nel 1960 il Golden Globe per la migliore attrice non protagonista per l'interpretazione nel film Lo specchio della vita (1959) di Douglas Sirk, accanto a Lana Turner e John Gavin. Dopo avere ottenuto qualche altro ruolo di rilievo in film come Ossessione amorosa (1961) di John Sturges, e Freud - Passioni segrete (1962) di John Huston, si ritirò dalle scene.

## Vita privata
Nel 1964 sposò lo stilista tedesco John Weitz. Dal matrimonio nacquero due figli: Chris (1969) e Paul (1965), divenuti entrambi registi.

## Filmografia

### Cinema
- All'inferno e ritorno (To Hell and Back), regia di Jesse Hibbs (1955)
- L'ultima carovana (The Last Wagon), regia di Delmer Daves (1956)
- Schiava degli apaches (Trooper Hook), regia di Charles Marquis Warren (1957)
- Dino, regia di Thomas Carr (1957)
- Lo specchio della vita (Imitation of Life), regia di Douglas Sirk (1959)
- Il grande pescatore (The Big Fisherman), regia di Frank Borzage (1959)
- Ritmo diabolico (The Gene Krupa Story), regia di Don Weis (1959)
- I giovani cannibali (All the Fine Young Cannibals), regia di Michael Anderson (1960)
- Ossessione amorosa (By Love Possessed), regia di John Sturges (1961)
- Freud, passioni segrete (Freud), regia di John Huston (1962)

### Televisione
- The Alcoa Hour – serie TV, episodio 1x09 (1956)
- Four Star Playhouse – serie TV, 1 episodio (1956)
- Cavalcade of America – serie TV, 1 episodio (1956)
- Climax! – serie TV, 2 episodi (1956)
- Matinee Theatre – serie TV, 2 episodi (1956-1957)
- Schlitz Playhouse of Stars – serie TV, 2 episodi (1956-1957)
- Carovane verso il West (Wagon Train) – serie TV, 1 episodio (1957)
- Suspicion – serie TV, 1 episodio (1957)
- Alfred Hitchcock presenta (Alfred Hitchcock Presents) – serie TV, episodio 3x21 (1958)
- Playhouse 90 – serie TV, 1 episodio (1960)
- June Allyson Show (The DuPont Show with June Allyson) – serie TV, episodio 2x16 (1961)
- Hong Kong – serie TV, episodio 1x25 (1961)
- Scacco matto (Checkmate) – serie TV, episodio 2x33 (1962)
- The Dick Powell Show – serie TV, episodio 2x02 (1962)
- The Nurses – serie TV, episodio 1x15 (1963)
- Going My Way – serie TV, episodio 1x20 (1963)
- Route 66 – serie TV, 2 episodi (1961-1963)
- La legge del Far West (Temple Houston) – serie TV, episodio 1x04 (1963)
- Gli uomini della prateria (Rawhide) – serie TV, episodio 6x14 (1964)
- Channing – serie TV, 1 episodio (1964)

## Riconoscimenti
- Premio Oscar
  - 1960 – Candidatura alla miglior attrice non protagonista per Lo specchio della vita

## Doppiatrici italiane
- Fiorella Betti in: All'inferno e ritorno, L'ultima carovana, Schiava degli apaches, Dino, Lo specchio della vita, Freud - Passioni segrete
- Maria Pia Di Meo in: Il grande pescatore